# 丁酸仲丁酯
丁酸仲丁酯（英語：2-butyl butyrate）是一种有机化合物，化学式C8H16O2，可见于牛心番荔枝等物种。